# Sol de medianoche (novela)
Sol de medianoche (título original en inglés Midnight Sun) es una secuela de la novela Crepúsculo de la autora Stephenie Meyer, donde se relatan los eventos de Crepúsculo desde la perspectiva de Edward Cullen (a diferencia del libro original, que narra desde la perspectiva de Bella Swan). Para darles una mejor introspección del personaje de Edward, Meyer les permitió a Catherine Hardwicke —directora de la adaptación cinematográfica de Crepúsculo— y a Robert Pattinson, el actor que interpretó a Edward, leer algunos capítulos de la novela durante el rodaje de la película.

## Publicación
Sol de medianoche en un principio no fue terminado, ya que se filtró parte del libro.
El 28 de agosto de 2008, Stephenie Meyer declaró en su sitio oficial que suspendería y cancelaría indefinidamente el proyecto debido a la distribución ilegal de los primeros 12 capítulos de Sol de medianoche. En respuesta a este hecho, y para «evitar que sus fans no sientan que tienen que sacrificarse para mantenerse honestos», la autora decidió publicar este borrador (en inglés) en su página.
«Si tratara de escribir Sol de medianoche ahora, con mi estado de humor actual, probablemente ganaría James y morirían todos los Cullen, lo cual no iría muy bien con la historia original. En cualquier caso, estoy muy triste por lo que sucedió como para seguir trabajando en Sol de medianoche, así que está suspendido indefinidamente».
A pesar de estas lapidarias declaraciones, Meyer tenía considerado publicar Sol de medianoche en 2015, coincidiendo con el décimo aniversario del lanzamiento de Crepúsculo. Sin embargo, la publicación, ese mismo año, de la muy similar Grey (Cincuenta sombras de Grey desde la perspectiva de Christian Grey), frustró estos planes. En lugar de Sol de medianoche, Meyer se vio obligada a editar una nueva versión de Crepúsculo con los géneros invertidos, titulada Life and Death: Twilight Reimagined, afirmando su creencia de que Sol de medianoche «está maldita». Irónicamente, la trilogía Cincuenta sombras comenzó como un fanfiction de la saga Crepúsculo. Sin embargo, debido a la pandemia del coronavirus, la autora confirmó que ya tenía finalizados los últimos capítulos del manuscrito, el cual fue publicado el 4 de agosto de 2020.